# Acmopolynema bifasciatipenne
Acmopolynema bifasciatipenne är en stekelart som först beskrevs av Girault 1908.  Acmopolynema bifasciatipenne ingår i släktet Acmopolynema och familjen dvärgsteklar. Inga underarter finns listade i Catalogue of Life.